# Sauris basilia
Sauris basilia là một loài bướm đêm trong họ Geometridae.